# Riocentro Entre Ríos
Riocentro Entre Ríos es un centro comercial ubicado en La Puntilla, cantón Samborondón, Ecuador. El complejo es propiedad de Corporación El Rosado, y fue inaugurado en 1995, convirtiéndose en el centro comercial más grande de Ecuador de la época.
El centro comercial tuvo originalmente un área de construcción de 24.000 metros cuadrados y contó con 70 locales de cadenas extranjeras y locales. Fue el primer centro comercial de Ecuador en incluir salas de cine dentro del mismo. La inversión total del complejo alcanzó aproximadamente los 30 millones de dólares.
Algunas tiendas del centro comercial son:
- Chili's
- Kentucky Fried Chicken
- Mi Comisariato
- Ferrisariato
- Rio Store
- Cinnabon
- Subway[3]
- Carl's Jr.[4]

## Posibilidad de cierre
En el año 2006, El Rosado anunció planes para ampliar el centro comercial, además de construir un Hipermarket cerca del lugar. Sin embargo en diciembre del mismo año, el municipio de Samborondón rechazó el pedido de construcción del Hipermarket luego de recibir quejas por parte de habitantes del área que alegaban que la construcción del supermercado acrecentaría el tráfico vehicular en la zona.
A raíz de la respuesta de la municipalidad, El Rosado comunicó que el centro comercial sería cerrado para construir el Hipermarket en su lugar. El anuncio fue seguido por la colocación de gigantografías en la fachada del Riocentro que anunciaban el cese de sus operaciones. Días más tarde, la Federación de Organizaciones Sociales de La Puntilla presentó una petición a la Corporación para que desistiera del cierre del centro comercial.
En abril del año siguiente se anunció un cambio de planes, con el sitio de construcción para el Hipermarket pasando al sector de La Aurora, del cantón Daule. El proyecto siguió tomando forma hasta que se anunció la construcción en La Aurora de un megaproyecto comercial que incluiría hoteles, coliseos, concesionarias, a más del Hipermarket original y de un nuevo Riocentro, bajo el nombre de Riocentro El Dorado. La primera parte del proyecto, que fue el Hipermarket, se inauguró a finales de 2013.